# Quatrième circonscription des Hauts-de-Seine
La quatrième circonscription des Hauts-de-Seine est l'une des 13 circonscriptions législatives françaises que compte le département des Hauts-de-Seine (92) situé en région Île-de-France.

## Description géographique et démographique

### De 1958 à 1967
La trente-huitième circonscription de la Seine était composée de :
- Commune de Levallois-Perret
- Commune de Clichy

### De 1967 à 1986
La trente-huitième circonscription de la Seine devient la Quatrième circonscription des Hauts-de-Seine.

### À partir de 1988
La quatrième circonscription des Hauts-de-Seine est délimitée par le découpage électoral de la loi no 86-1197 du 24 novembre 1986. Reprenant les contours de l'ancienne 7e circonscription, elle regroupe les anciennes divisions administratives suivantes : 
- Canton de Nanterre-Nord,
- Canton de Nanterre-Sud-Est,
- Canton de Nanterre-Sud-Ouest,
- Canton de Suresnes.

La circonscription est peuplée de 135 908 habitants en 2010, contre 123 967 habitants en 1999.

La quatrième circonscription en 1967.
La quatrième circonscription en 1986.

## Historique des députations

### De 1958 à 1986
| Législature | Début de mandat | Fin de mandat  | Député         | Parti politique | Observations |
| ----------- | --------------- | -------------- | -------------- | --------------- | --- |
| Ire         | 9 décembre 1958 | 9 octobre 1962 | Roland Carter  | UNR             | Mandat écourté à la suite d'une dissolution parlementaire décidée par Charles de Gaulle.                                                                       |
| IIe         | 6 décembre 1962 | 2 avril 1967   | Roland Carter  | UNR-UDT         | |
| IIIe        | 3 avril 1967    | 30 mai 1968    | Parfait Jans   | PCF             | Mandat écourté à la suite d'une dissolution parlementaire décidée par Charles de Gaulle.                                                                       |
| IVe         | 11 juillet 1968 | 1er avril 1973 | Charles Pasqua | UDR             | |
| Ve          | 2 avril 1973    | 2 avril 1978   | Parfait Jans   | PCF             | |
| VIe         | 3 avril 1978    | 22 mai 1981    | Parfait Jans   | PCF             | Mandat écourté à la suite d'une dissolution parlementaire décidée par François Mitterrand.                                                                     |
| VIIe        | 2 juillet 1981  | 1er avril 1986 | Parfait Jans   | PCF             | |
| VIIIe       | 2 avril 1986    | 14 mai 1988    | Aucun          | Aucun           | Proportionnelle par département, pas de député par circonscription. Mandat écourté à la suite d'une dissolution parlementaire décidée par François Mitterrand. |

### À partir de 1988
| Législature | Début de mandat | Fin de mandat  | Député              | Parti politique | Observations                                                                           |
| ----------- | --------------- | -------------- | ------------------- | --------------- | -------------------------------------------------------------------------------------- |
| IXe         | 23 juin 1988    | 1er avril 1993 | Michel Sapin        | PS              |                                                                                        |
| Xe          | 2 avril 1993    | 21 avril 1997  | Christian Dupuy,    | RPR,            | Mandat écourté à la suite d'une dissolution parlementaire décidée par Jacques Chirac.  |
| XIe         | 12 juin 1997    | 18 juin 2002   | Jacqueline Fraysse  | PCF             |                                                                                        |
| XIIe        | 19 juin 2002    | 19 juin 2007   | Jacqueline Fraysse, | PCF,            |                                                                                        |
| XIIIe       | 20 juin 2007    | 19 juin 2012   | Jacqueline Fraysse  | PCF puis FASE   |                                                                                        |
| XIVe        | 20 juin 2012    | 20 juin 2017   | Jacqueline Fraysse  | FG              |                                                                                        |
| XVe         | 21 juin 2017    | 21 juin 2022   | Isabelle Florennes  | MoDem           |                                                                                        |
| XVIe        | 22 juin 2022    | 9 juin 2024    | Sabrina Sebaihi     | EÉLV            | Mandat écourté à la suite d'une dissolution parlementaire décidée par Emmanuel Macron. |
| XVIIe       | 8 juillet 2024  | En cours       | Sabrina Sebaihi     | LÉ              |                                                                                        |

## Historique des élections

### Élections législatives de 1967
| Candidat         | Candidat         | Parti          | Premier tour | Premier tour | Second tour | Second tour |  |
| Candidat         | Candidat         | Parti          | Voix         | %            | Voix        | %           |  |
| ---------------- | ---------------- | -------------- | ------------ | ------------ | ----------- | ----------- |  |
|                  | Parfait Jans élu | PCF            | 21 134       | 37,96        | 28 556      | 53,81       |  |
|                  | Guy Larroquette  | UD-Ve          | 19 772       | 35,52        | 24 517      | 46,19       |  |
|                  | Albert Gazier    | FGDS (SFIO)    | 9 775        | 17,56        | Retrait     | Retrait     |  |
|                  | Jean Lecanuet    | CD (PDM)       | 4 283        | 7,69         |             |             |  |
|                  | Émile Nemoz      | CR             | 706          | 1,27         |             |             |  |
|                  |                  |                |              |              |             |             |  |
| Inscrits         | Inscrits         | Inscrits       | 67 412       | 100,00       | 67 412      | 100,00      |  |
| Abstentions      | Abstentions      | Abstentions    | 10 902       | 16,17        | 12 524      | 18,58       |  |
| Votants          | Votants          | Votants        | 56 510       | 83,83        | 54 888      | 81,42       |  |
| Blancs et nuls   | Blancs et nuls   | Blancs et nuls | 840          | 1,49         | 1 815       | 3,31        |  |
| Exprimés         | Exprimés         | Exprimés       | 55 670       | 98,51        | 53 073      | 96,69       |  |
| Source : CEVIPOF |                  |                |              |              |             |             |  |

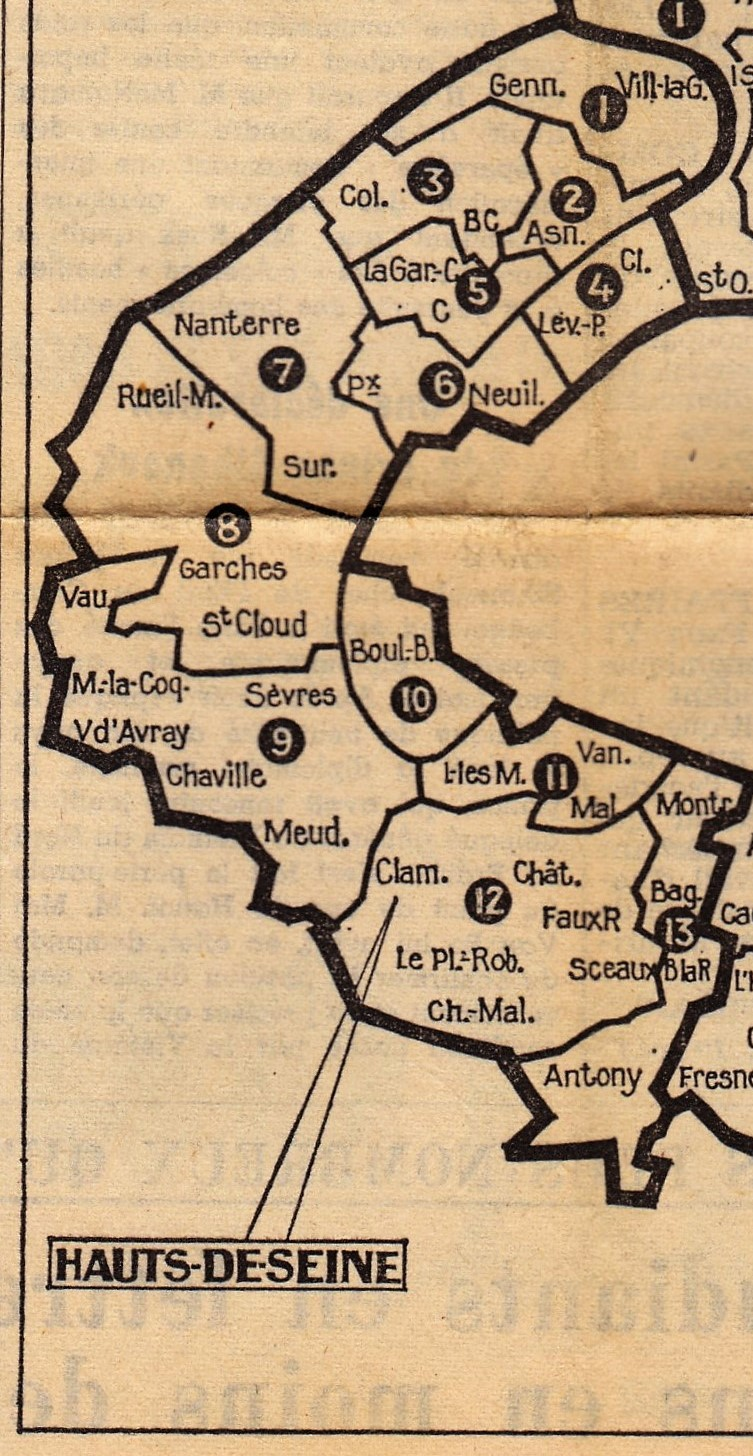
Circonscriptions électorales du département des Hauts de Seine de 1967 à 1981.

La suppléante de Parfait Jans était Rose Guérin, ancien député, directrice de La Voix Nouvelle.

### Élections législatives de 1968
| Candidat         | Candidat             | Parti          | Premier tour | Premier tour | Second tour | Second tour |  |
| Candidat         | Candidat             | Parti          | Voix         | %            | Voix        | %           |  |
| ---------------- | -------------------- | -------------- | ------------ | ------------ | ----------- | ----------- |  |
|                  | Parfait Jans sortant | PCF            | 16 997       | 33,60        | 22 983      | 48,25       |  |
|                  | Charles Pasqua élu   | UDR            | 16 688       | 32,99        | 24 653      | 51,75       |  |
|                  | Hervé Lavenir        | RI             | 5 095        | 10,07        |             |             |  |
|                  | Roger Rioty          | PDM (CD, CNIP) | 5 023        | 9,93         |             |             |  |
|                  | Michel Bertrand      | FGDS (SFIO)    | 3 948        | 7,81         |             |             |  |
|                  | Claude Chenuil       | PSU            | 2 193        | 4,34         |             |             |  |
|                  | Michel Gillet        | Divers (TD)    | 638          | 1,26         |             |             |  |
|                  |                      |                |              |              |             |             |  |
| Inscrits         | Inscrits             | Inscrits       | 64 128       | 100,00       | 64 128      | 100,00      |  |
| Abstentions      | Abstentions          | Abstentions    | 13 132       | 20,48        | 14 992      | 23,38       |  |
| Votants          | Votants              | Votants        | 50 996       | 79,52        | 49 136      | 76,62       |  |
| Blancs et nuls   | Blancs et nuls       | Blancs et nuls | 414          | 0,81         | 1 773       | 3,61        |  |
| Exprimés         | Exprimés             | Exprimés       | 50 582       | 99,19        | 47 363      | 96,39       |  |
| Source : CEVIPOF |                      |                |              |              |             |             |  |

Le suppléant de Charles Pasqua était Guy Larroquette, docteur en médecine, ancien maire adjoint de Levallois-Perret.

### Élections de 1973
| Candidat         | Candidat               | Parti          | Premier tour | Premier tour | Second tour | Second tour |  |
| Candidat         | Candidat               | Parti          | Voix         | %            | Voix        | %           |  |
| ---------------- | ---------------------- | -------------- | ------------ | ------------ | ----------- | ----------- |  |
|                  | Parfait Jans élu       | PCF            | 16 951       | 35,44        | 24 838      | 54,07       |  |
|                  | Charles Pasqua sortant | UDR (URP)      | 14 111       | 29,5         | 21 098      | 45,93       |  |
|                  | Michel Bertrand        | PS (UGSD)      | 7 363        | 15,39        | Retrait     | Retrait     |  |
|                  | René Freudenberg       | MR             | 3 488        | 7,29         |             |             |  |
|                  | Hervé Lavenir          | Divers droite  | 1 315        | 2,75         |             |             |  |
|                  | Jean-Claude Laburthe   | CNIP           | 1 246        | 2,6          |             |             |  |
|                  | Jean Barnier           | PSU            | 1 111        | 2,32         |             |             |  |
|                  | Dominique Chaboche     | FN             | 1 055        | 2,21         |             |             |  |
|                  | Jean-Paul Dieu         | LCR            | 681          | 1,42         |             |             |  |
|                  | Jean-Louis Costes      | Rad            | 308          | 0,64         |             |             |  |
|                  | Stéphane Just          | Extrême gauche | 204          | 0,43         |             |             |  |
|                  |                        |                |              |              |             |             |  |
| Inscrits         | Inscrits               | Inscrits       | 58 403       | 100,00       | 58 405      | 100,00      |  |
| Abstentions      | Abstentions            | Abstentions    | 9 793        | 16,77        | 10 308      | 17,65       |  |
| Votants          | Votants                | Votants        | 48 610       | 83,23        | 48 097      | 82,35       |  |
| Blancs et nuls   | Blancs et nuls         | Blancs et nuls | 777          | 1,6          | 2 161       | 4,49        |  |
| Exprimés         | Exprimés               | Exprimés       | 47 833       | 98,4         | 45 936      | 95,51       |  |
| Source : CEVIPOF |                        |                |              |              |             |             |  |

Le suppléant de Parfait Jans était Pierre Cardon, professeur.

### Élections de 1978
| Candidat         | Candidat                   | Parti          | Premier tour | Premier tour | Second tour | Second tour |  |
| Candidat         | Candidat                   | Parti          | Voix         | %            | Voix        | %           |  |
| ---------------- | -------------------------- | -------------- | ------------ | ------------ | ----------- | ----------- |  |
|                  | Parfait Jans sortant réélu | PCF            | 15 394       | 34,34        | 22 413      | 50,45       |  |
|                  | Jean-Paul Benoit           | UDF (Rad)      | 10 495       | 23,41        | 22 017      | 49,55       |  |
|                  | Henri Le Gall              | PS             | 7 955        | 17,75        | Retrait     | Retrait     |  |
|                  | Claude Auzanneau           | RPR            | 7 185        | 16,03        | Retrait     | Retrait     |  |
|                  | Jean-Marie Demaldent       | PSU (FA)       | 843          | 1,88         |             |             |  |
|                  | André Delaporte            | FN             | 700          | 1,56         |             |             |  |
|                  | Marc-Elie Pau              | MRG            | 667          | 1,49         |             |             |  |
|                  | Christian Molinier         | LO             | 487          | 1,09         |             |             |  |
|                  | Francis Menzio             | FRP            | 375          | 0,84         |             |             |  |
|                  | Maurice Durand             | CNIP           | 247          | 0,55         |             |             |  |
|                  | Michel Calvès              | LCR            | 238          | 0,53         |             |             |  |
|                  | Jean-Suzanne Lepinay       | Divers         | 135          | 0,3          |             |             |  |
|                  | Guy Praxelle               | UOPDP          | 103          | 0,23         |             |             |  |
|                  |                            |                |              |              |             |             |  |
| Inscrits         | Inscrits                   | Inscrits       | 55 851       | 100,00       | 55 839      | 100,00      |  |
| Abstentions      | Abstentions                | Abstentions    | 10 095       | 18,07        | 9 938       | 17,8        |  |
| Votants          | Votants                    | Votants        | 45 756       | 81,93        | 45 901      | 82,2        |  |
| Blancs et nuls   | Blancs et nuls             | Blancs et nuls | 932          | 2,04         | 1 471       | 3,2         |  |
| Exprimés         | Exprimés                   | Exprimés       | 44 824       | 97,96        | 44 430      | 96,8        |  |
| Source : CEVIPOF |                            |                |              |              |             |             |  |

La suppléante de Parfait Jans était Jacqueline Uzan.

### Élections de 1981
| Candidat         | Candidat                   | Parti             | Premier tour | Premier tour | Second tour | Second tour |  |
| Candidat         | Candidat                   | Parti             | Voix         | %            | Voix        | %           |  |
| ---------------- | -------------------------- | ----------------- | ------------ | ------------ | ----------- | ----------- |  |
|                  | Patrick Balkany            | RPR (UNM)         | 10 417       | 28,42        | 17 160      | 45,94       |  |
|                  | Parfait Jans sortant réélu | PCF               | 10 148       | 27,68        | 20 196      | 54,06       |  |
|                  | Henri Le Gall              | PS                | 9 873        | 26,93        | Retrait     | Retrait     |  |
|                  | Jean-Paul Benoit           | UDF (Rad)         | 4 598        | 12,54        |             |             |  |
|                  | Monique Deneux             | Divers écologiste | 1 004        | 2,74         |             |             |  |
|                  | Dominique Plihon           | PSU               | 356          | 0,97         |             |             |  |
|                  | Patrick Rampioni           | LO                | 263          | 0,72         |             |             |  |
|                  |                            |                   |              |              |             |             |  |
| Inscrits         | Inscrits                   | Inscrits          | 53 891       | 100,00       | 53 891      | 100,00      |  |
| Abstentions      | Abstentions                | Abstentions       | 16 902       | 31,36        | 15 273      | 28,34       |  |
| Votants          | Votants                    | Votants           | 36 989       | 68,64        | 38 618      | 71,66       |  |
| Blancs et nuls   | Blancs et nuls             | Blancs et nuls    | 330          | 0,89         | 1 262       | 3,27        |  |
| Exprimés         | Exprimés                   | Exprimés          | 36 659       | 99,11        | 37 356      | 96,73       |  |
| Source : CEVIPOF |                            |                   |              |              |             |             |  |

La suppléante de Parfait Jans était Monique Jallu, directrice d'école.

### Élections législatives de 1988
| Candidat       | Candidat                   | Parti                 | Premier tour | Premier tour | Second tour | Second tour |  |
| Candidat       | Candidat                   | Parti                 | Voix         | %            | Voix        | %           |  |
| -------------- | -------------------------- | --------------------- | ------------ | ------------ | ----------- | ----------- |  |
|                | Christian Dupuy            | RPR (URC)             | 12 411       | 32,84        | 17 328      | 45,02       |  |
|                | Michel Sapin sortant réélu | PS                    | 10 432       | 27,61        | 21 160      | 54,98       |  |
|                | Jacqueline Fraysse         | PCF                   | 10 074       | 26,66        | Retrait     | Retrait     |  |
|                | Jean-Claude Rolinat        | FN                    | 4 250        | 11,25        |             |             |  |
|                | Sylvie Salomon             | Extrême gauche (PNPG) | 620          | 1,64         |             |             |  |
|                |                            |                       |              |              |             |             |  |
| Inscrits       | Inscrits                   | Inscrits              | 61 141       | 100,00       | 61 141      | 100,00      |  |
| Abstentions    | Abstentions                | Abstentions           | 22 880       | 37,42        | 21 428      | 35,05       |  |
| Votants        | Votants                    | Votants               | 38 261       | 62,58        | 39 713      | 64,95       |  |
| Blancs et nuls | Blancs et nuls             | Blancs et nuls        | 474          | 1,24         | 1 225       | 3,08        |  |
| Exprimés       | Exprimés                   | Exprimés              | 37 787       | 98,76        | 38 488      | 96,92       |  |

Le suppléant de Michel Sapin était Michel Thauvin.

### Élections de 1993
| Candidat                                                                                         | Candidat                   | Parti          | Premier tour | Premier tour | Second tour | Second tour |  |
| Candidat                                                                                         | Candidat                   | Parti          | Voix         | %            | Voix        | %           |  |
| ------------------------------------------------------------------------------------------------ | -------------------------- | -------------- | ------------ | ------------ | ----------- | ----------- |  |
|                                                                                                  | Christian Dupuy élu        | RPR (UPF)      | 14 645       | 36,58        | 20 714      | 52,6        |  |
|                                                                                                  | Jacqueline Fraysse-Cazalis | PCF            | 8 526        | 21,29        | 18 665      | 47,4        |  |
|                                                                                                  | Michel Sapin sortant       | PS (ADFP)      | 6 680        | 16,68        |             |             |  |
|                                                                                                  | Nathalie Debaille          | FN             | 4 724        | 11,8         |             |             |  |
|                                                                                                  | Christian Demercastel      | Les Verts (EÉ) | 3 192        | 7,97         |             |             |  |
|                                                                                                  | Nicole Kersuzan            | LT-LNÉ         | 1 159        | 2,89         |             |             |  |
|                                                                                                  | Anne-Marie Schwartz        | LO             | 512          | 1,28         |             |             |  |
|                                                                                                  | Bertrand Ameil             | UDI            | 372          | 0,93         |             |             |  |
|                                                                                                  | Michel Allain              | PT             | 231          | 0,58         |             |             |  |
|                                                                                                  |                            |                |              |              |             |             |  |
| Inscrits                                                                                         | Inscrits                   | Inscrits       | 59 299       | 100,00       | 59 298      | 100,00      |  |
| Abstentions                                                                                      | Abstentions                | Abstentions    | 17 945       | 30,26        | 17 790      | 30          |  |
| Votants                                                                                          | Votants                    | Votants        | 41 354       | 69,74        | 41 508      | 70          |  |
| Blancs et nuls                                                                                   | Blancs et nuls             | Blancs et nuls | 1 313        | 3,18         | 2 129       | 5,13        |  |
| Exprimés                                                                                         | Exprimés                   | Exprimés       | 40 041       | 96,82        | 39 379      | 94,87       |  |
| Source : Résultats du premier tour des élections législatives 1993 (21 mars) HAUTS-DE-SEINE (13) |                            |                |              |              |             |             |  |

Le suppléant de Christian Dupuy était Florent Montillot.

### Élections de 1997
| Candidat       | Candidat                 | Parti          | Premier tour | Premier tour | Second tour | Second tour |  |
| Candidat       | Candidat                 | Parti          | Voix         | %            | Voix        | %           |  |
| -------------- | ------------------------ | -------------- | ------------ | ------------ | ----------- | ----------- |  |
|                | Christian Dupuy sortant  | RPR            | 10 793       | 28,94        | 18 268      | 46,84       |  |
|                | Jacqueline Fraysse élue  | PCF            | 9 661        | 25,9         | 20 731      | 53,16       |  |
|                | Marie-Laure Meyer        | PS             | 6 248        | 16,75        |             |             |  |
|                | Michel Schmit            | FN             | 5 211        | 13,97        |             |             |  |
|                | Christian Demercastel    | Les Verts      | 1 441        | 3,86         |             |             |  |
|                | Philippe Marsault        | LO             | 739          | 1,98         |             |             |  |
|                | Bruno Georges            | LDI (MPF)      | 664          | 1,78         |             |             |  |
|                | André Cassou             | MDC            | 512          | 1,37         |             |             |  |
|                | Touati Ferhat            | GÉ             | 484          | 1,3          |             |             |  |
|                | Stéphane Schaub          | US4J           | 352          | 0,94         |             |             |  |
|                | Nicole Kerzuzan          | LT-LNÉ         | 318          | 0,85         |             |             |  |
|                | Michel Monnot            | Divers         | 241          | 0,65         |             |             |  |
|                | Romain Treppoz           | LCR            | 162          | 0,43         |             |             |  |
|                | Olivier Gardent          | PT             | 152          | 0,41         |             |             |  |
|                | Marguerite Edorth-Lawson | MDR            | 114          | 0,31         |             |             |  |
|                | Agnès Katz               | Divers gauche  | 103          | 0,28         |             |             |  |
|                | François Thibault        | Divers gauche  | 100          | 0            |             |             |  |
|                | Flavien Delume           | Divers         | 0            | 0            |             |             |  |
|                |                          |                |              |              |             |             |  |
| Inscrits       | Inscrits                 | Inscrits       | 59 518       | 100,00       | 59 518      | 100,00      |  |
| Abstentions    | Abstentions              | Abstentions    | 21 016       | 35,31        | 18 583      | 31,22       |  |
| Votants        | Votants                  | Votants        | 38 502       | 64,69        | 40 935      | 68,78       |  |
| Blancs et nuls | Blancs et nuls           | Blancs et nuls | 1 208        | 3,14         | 1 936       | 4,73        |  |
| Exprimés       | Exprimés                 | Exprimés       | 37 294       | 96,86        | 38 999      | 95,27       |  |

La suppléante de Jacqueline Fraysse était Gisèle Cailloux, conseillère municipale de Suresnes.

### Élections de 2002
| Candidat       | Candidat                           | Parti            | Premier tour | Premier tour | Second tour | Second tour |  |
| Candidat       | Candidat                           | Parti            | Voix         | %            | Voix        | %           |  |
| -------------- | ---------------------------------- | ---------------- | ------------ | ------------ | ----------- | ----------- |  |
|                | Christian Dupuy                    | UMP              | 11 602       | 30,75        | 17 197      | 49,24       |  |
|                | Jacqueline Fraysse sortante réélue | PCF              | 9 896        | 26,23        | 17 729      | 50,76       |  |
|                | Jean-Pierre Respaut                | PS               | 5 775        | 15,3         |             |             |  |
|                | Pierre Creuzet                     | UDF              | 3 736        | 9,9          |             |             |  |
|                | Léone Tholey                       | FN               | 3 281        | 8,7          |             |             |  |
|                | Estelle Le Touzé                   | Les Verts        | 1 202        | 3,19         |             |             |  |
|                | André Cassou                       | Pôle républicain | 544          | 1,44         |             |             |  |
|                | Patrick Schweizer                  | LO               | 376          | 1            |             |             |  |
|                | Christophe Pechalrieu              | Cap21            | 287          | 0,76         |             |             |  |
|                | Hélène Fournier                    | MNR              | 270          | 0,72         |             |             |  |
|                | Catherine Goin                     | MPF              | 212          | 0,56         |             |             |  |
|                | Michel Eberhardt                   | Extrême droite   | 158          | 0,42         |             |             |  |
|                | Jean-Noël Milliot                  | MÉI              | 148          | 0,39         |             |             |  |
|                | Maurice Cagnier                    | GÉ               | 97           | 0,26         |             |             |  |
|                | Xavier Aucompte                    | Divers gauche    | 68           | 0,18         |             |             |  |
|                | Élisabeth Vilotic                  | PT               | 58           | 0,15         |             |             |  |
|                | Olivier Pelletier                  | Divers           | 23           | 0,06         |             |             |  |
|                | Nicolas Chestier                   | Divers           | 0            | 0            |             |             |  |
|                |                                    |                  |              |              |             |             |  |
| Inscrits       | Inscrits                           | Inscrits         | 60 239       | 100,00       | 60 239      | 100,00      |  |
| Abstentions    | Abstentions                        | Abstentions      | 22 024       | 36,56        | 24 274      | 40,3        |  |
| Votants        | Votants                            | Votants          | 38 215       | 63,44        | 35 965      | 59,7        |  |
| Blancs et nuls | Blancs et nuls                     | Blancs et nuls   | 482          | 1,26         | 1 039       | 2,89        |  |
| Exprimés       | Exprimés                           | Exprimés         | 37 733       | 98,74        | 34 926      | 97,11       |  |

Le suppléant de Jacqueline Fraysse était Dominique Bertrand.

### Élections de 2007
| Candidat       | Candidat                           | Parti          | Premier tour | Premier tour | Second tour | Second tour |  |
| Candidat       | Candidat                           | Parti          | Voix         | %            | Voix        | %           |  |
| -------------- | ---------------------------------- | -------------- | ------------ | ------------ | ----------- | ----------- |  |
|                | Christian Dupuy                    | UMP            | 14 618       | 37,38        | 16 723      | 45,56       |  |
|                | Jacqueline Fraysse sortante réélue | PCF            | 9 989        | 25,54        | 19 985      | 54,44       |  |
|                | Marie-Laure Meyer                  | PS             | 5 743        | 14,69        |             |             |  |
|                | Pierre Creuzet                     | UDF–MoDem      | 4 265        | 10,91        |             |             |  |
|                | Nathalie Bonnechère                | FN             | 1 403        | 3,59         |             |             |  |
|                | Estelle Le Touzé                   | Les Verts      | 1 072        | 2,74         |             |             |  |
|                | Faouzia Zebdi-Ghorab               | Divers gauche  | 779          | 1,99         |             |             |  |
|                | Tony Pellet                        | LCR            | 467          | 1,19         |             |             |  |
|                | Brigitte Mardoch                   | MÉI            | 228          | 0,58         |             |             |  |
|                | Arnaud Houtart                     | MPF            | 168          | 0,43         |             |             |  |
|                | Catherine Goin                     | LO             | 150          | 0,38         |             |             |  |
|                | Jean-Michel François               | PT             | 84           | 0,21         |             |             |  |
|                | Yvonne Boukhedimi                  | diss. PCF      | 83           | 0,21         |             |             |  |
|                | Cécile Le Roux                     | Divers         | 46           | 0,12         |             |             |  |
|                | Ginette Baudelet                   | Divers         | 11           | 0,03         |             |             |  |
|                | Vito Marinese                      | Divers         | 1            | 0            |             |             |  |
|                |                                    |                |              |              |             |             |  |
| Inscrits       | Inscrits                           | Inscrits       | 67 297       | 100,00       | 67 297      | 100,00      |  |
| Abstentions    | Abstentions                        | Abstentions    | 27 670       | 41,12        | 29 520      | 43,87       |  |
| Votants        | Votants                            | Votants        | 39 627       | 58,88        | 37 777      | 56,13       |  |
| Blancs et nuls | Blancs et nuls                     | Blancs et nuls | 520          | 1,31         | 1 069       | 2,83        |  |
| Exprimés       | Exprimés                           | Exprimés       | 39 107       | 98,69        | 36 708      | 97,17       |  |

### Élections de 2012
| Candidat       | Candidat                           | Parti           | Premier tour | Premier tour | Second tour | Second tour |  |
| Candidat       | Candidat                           | Parti           | Voix         | %            | Voix        | %           |  |
| -------------- | ---------------------------------- | --------------- | ------------ | ------------ | ----------- | ----------- |  |
|                | Jacqueline Fraysse sortante réélue | FG (FASE) (PCF) | 11 491       | 29,90        | 21 426      | 59,14       |  |
|                | Christian Dupuy                    | UMP             | 10 698       | 27,84        | 14 805      | 40,86       |  |
|                | Yacine Djaziri                     | PS              | 8 588        | 22,35        | Retrait     | Retrait     |  |
|                | Laurent Salles                     | RBM (FN)        | 3 380        | 8,80         |             |             |  |
|                | Laure Foullon                      | EÉLV            | 1 248        | 3,25         |             |             |  |
|                | David Morgant                      | CpF (MoDem)     | 1 149        | 2,99         |             |             |  |
|                | Yves Stébé                         | DLR             | 244          | 0,63         |             |             |  |
|                | Stéphane Perrin-Bidan              | Cap21           | 217          | 0,56         |             |             |  |
|                | Nicolas Pujol                      | Pirate          | 203          | 0,53         |             |             |  |
|                | Meenuka Vinayagamoorthy            | PRG             | 198          | 0,52         |             |             |  |
|                | Marie-Claire Haré                  | AÉI             | 168          | 0,44         |             |             |  |
|                | Emmanuelle Rosenblatt              | PCD             | 162          | 0,42         |             |             |  |
|                | Viviane de Beaufort                | PRV             | 162          | 0,42         |             |             |  |
|                | Aurélien Schoumaker                | NPA             | 141          | 0,37         |             |             |  |
|                | Brieuc Martin                      | PVB             | 138          | 0,36         |             |             |  |
|                | Yvonne Boukhedimi                  | COM             | 104          | 0,27         |             |             |  |
|                | Véronique Hunaut                   | LO              | 96           | 0,25         |             |             |  |
|                | André Bouquet                      | POI             | 41           | 0,11         |             |             |  |
|                |                                    |                 |              |              |             |             |  |
| Inscrits       | Inscrits                           | Inscrits        | 70 836       | 100,00       | 70 836      | 100,00      |  |
| Abstentions    | Abstentions                        | Abstentions     | 31 769       | 44,85        | 33 294      | 47          |  |
| Votants        | Votants                            | Votants         | 39 067       | 55,15        | 37 542      | 53          |  |
| Blancs et nuls | Blancs et nuls                     | Blancs et nuls  | 639          | 1,64         | 1 311       | 3,49        |  |
| Exprimés       | Exprimés                           | Exprimés        | 38 428       | 98,36        | 36 231      | 96,51       |  |

### Élections de 2017
Les élections législatives françaises de 2017 ont eu lieu les dimanches 11 et 18 juin 2017.
|                                                                                  | |                           |                           |                          |                          |
|                                                                                  | | Premier tour 11 juin 2017 | Premier tour 11 juin 2017 | Second tour 18 juin 2017 | Second tour 18 juin 2017 |
|                                                                                  | |                           |                           |                          |                          |
|                                                                                  | | Nombre                    | % des inscrits            | Nombre                   | % des inscrits           |
| Inscrits                                                                         | Inscrits                                                                                                  | 76 175                    | 100,00                    | 76 175                   | 100,00                   |
| Abstentions                                                                      | Abstentions                                                                                               | 39 180                    | 51,43                     | 46 390                   | 60,90                    |
| Votants                                                                          | Votants                                                                                                   | 36 995                    | 48,57                     | 29 785                   | 39,10                    |
|                                                                                  | |                           | % des votants             |                          | % des votants            |
| Bulletins blancs                                                                 | Bulletins blancs                                                                                          | 735                       | 1,99                      | 3 087                    | 10,36                    |
| Bulletins nuls                                                                   | Bulletins nuls                                                                                            | 120                       | 0,32                      | 511                      | 1,72                     |
| Suffrages exprimés                                                               | Suffrages exprimés                                                                                        | 36 140                    | 97,69                     | 26 187                   | 87,92                    |
|                                                                                  | |                           |                           |                          |                          |
| Candidat Étiquette politique (partis et alliances)                               | Candidat Étiquette politique (partis et alliances)                                                        | Voix                      | % des exprimés            | Voix                     | % des exprimés           |
|                                                                                  | |                           |                           |                          |                          |
|                                                                                  | Isabelle Florennes La République en marche                                                                | 15 727                    | 43,52                     | 17 616                   | 67,27                    |
|                                                                                  | Camille Bedin Les Républicains (Union des démocrates et indépendants)                                     | 5 106                     | 14,13                     | 8 571                    | 32,73                    |
|                                                                                  | Zahra Boudjemaï Divers gauche (Parti communiste français - Ensemble ! - Mouvement républicain et citoyen) | 4 938                     | 13,66                     |                          |                          |
|                                                                                  | Rossana Morain La France insoumise                                                                        | 3 399                     | 9,41                      |                          |                          |
|                                                                                  | Laurent Salles Front national                                                                             | 2 264                     | 6,26                      |                          |                          |
|                                                                                  | Habiba Bigdade Parti socialiste                                                                           | 1 696                     | 4,69                      |                          |                          |
|                                                                                  | Alexis Martin Europe Écologie Les Verts                                                                   | 1 241                     | 3,43                      |                          |                          |
|                                                                                  | Magalie Gigot Divers (Union populaire républicaine)                                                       | 325                       | 0,90                      |                          |                          |
|                                                                                  | Shahnissar Mahmood Debout la France                                                                       | 288                       | 0,80                      |                          |                          |
|                                                                                  | François Lonc Divers (Parti pirate)                                                                       | 261                       | 0,72                      |                          |                          |
|                                                                                  | Joey Robin Divers (Allons Enfants !)                                                                      | 213                       | 0,59                      |                          |                          |
|                                                                                  | Laurent Strumanne Lutte ouvrière                                                                          | 163                       | 0,45                      |                          |                          |
|                                                                                  | Anne Le Baut Extrême droite (Civitas)                                                                     | 152                       | 0,42                      |                          |                          |
|                                                                                  | Laurent Fantino Divers (Parti du vote blanc)                                                              | 137                       | 0,38                      |                          |                          |
|                                                                                  | Mathilde Eisenberg Extrême gauche (Nouveau Parti anticapitaliste)                                         | 126                       | 0,35                      |                          |                          |
|                                                                                  | Patrick Boukhedimi Extrême gauche (Communistes)                                                           | 50                        | 0,14                      |                          |                          |
|                                                                                  | Antoine Brunet Extrême gauche (Parti ouvrier indépendant démocratique)                                    | 47                        | 0,13                      |                          |                          |
|                                                                                  | Aristide Gauhy Divers                                                                                     | 7                         | 0,02                      |                          |                          |
| Source : Ministère de l'Intérieur - Quatrième circonscription des Hauts-de-Seine | |                           |                           |                          |                          |

### Élections de 2022
Les élections législatives françaises de 2022 se déroulent les dimanches 12 et 19 juin 2022.
|                                                    |                                                                                          |                           |                           |                          |                          |
|                                                    |                                                                                          | Premier tour 12 juin 2022 | Premier tour 12 juin 2022 | Second tour 19 juin 2022 | Second tour 19 juin 2022 |
|                                                    |                                                                                          |                           |                           |                          |                          |
|                                                    |                                                                                          | Nombre                    | % des inscrits            | Nombre                   | % des inscrits           |
| Inscrits                                           | Inscrits                                                                                 | 80 977                    | 100                       | 80 993                   | 100                      |
| Abstentions                                        | Abstentions                                                                              | 43 427                    | 53,63                     | 42 895                   | 52,96                    |
| Votants                                            | Votants                                                                                  | 37 550                    | 46,37                     | 38 098                   | 52,96                    |
|                                                    |                                                                                          |                           | % des votants             |                          | % des votants            |
| Bulletins blancs                                   | Bulletins blancs                                                                         | 991                       | 2,64                      | 1544                     | 4,05                     |
| Bulletins nuls                                     | Bulletins nuls                                                                           | 112                       | 0,3                       | 239                      | 0,63                     |
| Suffrages exprimés                                 | Suffrages exprimés                                                                       | 36 447                    | 97,06                     | 36 315                   | 95,32                    |
|                                                    |                                                                                          |                           |                           |                          |                          |
| Candidat Étiquette politique (partis et alliances) | Candidat Étiquette politique (partis et alliances)                                       | Voix                      | % des exprimés            | Voix                     | % des exprimés           |
|                                                    |                                                                                          |                           |                           |                          |                          |
|                                                    | Isabelle Florennes* Ensemble                                                             | 13 472                    | 36,96                     | 17 795                   | 49,00                    |
|                                                    | Sabrina Sebaihi Nouvelle Union populaire écologique et sociale Europe Écologie Les Verts | 13 122                    | 36,00                     | 18 520                   | 51,00                    |
|                                                    | Mélina Bravo Rassemblement national                                                      | 3 337                     | 9,16                      |                          |                          |
|                                                    | Habiba Bigdade DVG                                                                       | 2 055                     | 5,64                      |                          |                          |
|                                                    | Florence Muller Reconquête!                                                              | 1 925                     | 5,28                      |                          |                          |
|                                                    | Guilhem Saïz Parti animaliste                                                            | 660                       | 1,81                      |                          |                          |
|                                                    | Eric Schoenhenz Divers                                                                   | 487                       | 1,34                      |                          |                          |
|                                                    | Nagib Azergui Union des démocrates musulmans français                                    | 351                       | 0,96                      |                          |                          |
|                                                    | Valéry Barny Écologistes                                                                 | 263                       | 0,72                      |                          |                          |
|                                                    | Laurent Strumanne Lutte Ouvrière                                                         | 248                       | 0,68                      |                          |                          |
|                                                    | Philippe Combaz Écologistes                                                              | 182                       | 0,50                      |                          |                          |
|                                                    | Michel Allain Parti ouvrier indépendant démocratique                                     | 165                       | 0,45                      |                          |                          |
|                                                    | Mathilde Eisenberg Ligue communiste révolutionnaire                                      | 164                       | 0,45                      |                          |                          |
|                                                    | Youcef Sahraoui Brahim Divers gauche                                                     | 16                        | 0,04                      |                          |                          |
| * Députée sortante                                 |                                                                                          |                           |                           |                          |                          |

### Élections de 2024
| Candidat                 | Candidat                 | Parti et coalition       | Nuance                   | Premier tour | Premier tour | Second tour | Second tour |
| Candidat                 | Candidat                 | Parti et coalition       | Nuance                   | Voix         | %            | Voix        | %           |
| ------------------------ | ------------------------ | ------------------------ | ------------------------ | ------------ | ------------ | ----------- | ----------- |
|                          | Sabrina Sebaihi          | LÉ (NFP)                 | UG                       | 26 373       | 49,13        | 28 034      | 57,99       |
|                          | Isabelle de Crécy        | HOR (LR-ENS)             | ENS                      | 15 899       | 29,62        | 20 309      | 42,01       |
|                          | Mélina Bravo             | RN                       | RN                       | 8 185        | 15,25        |             |             |
|                          | Aurélie Vonsy            | Équinoxe                 | ECO                      | 1 086        | 2,02         |             |             |
|                          | Régis Vallette           | REC                      | REC                      | 758          | 1,41         |             |             |
|                          | Laurent Strumanne        | LO                       | LO                       | 425          | 0,79         |             |             |
|                          | Mathilde Eisenberg       | NPA                      | EXG                      | 391          | 0,73         |             |             |
|                          | Valéry Barny             | DVG                      | DVG                      | 297          | 0,55         |             |             |
|                          | Sean Phillip Mc Coy      | DVG                      | DVG                      | 263          | 0,49         |             |             |
|                          |                          |                          |                          |              |              |             |             |
| Votes valides            | Votes valides            | Votes valides            | Votes valides            | 53 677       | 97,80        | 48 343      | 95,03       |
| Votes blancs             | Votes blancs             | Votes blancs             | Votes blancs             | 1 002        | 1,83         | 2 170       | 4,27        |
| Votes nuls               | Votes nuls               | Votes nuls               | Votes nuls               | 204          | 0,37         | 358         | 0,70        |
| Total                    | Total                    | Total                    | Total                    | 54 883       | 100,00       | 50 871      | 100,00      |
| Abstention               | Abstention               | Abstention               | Abstention               | 26 195       | 32,31        | 30 220      | 37,27       |
| Inscrits / participation | Inscrits / participation | Inscrits / participation | Inscrits / participation | 81 078       |              | 81 091      |             |

## Pour approfondir